# Andrew Herxheimer
Andrew Herxheimer (* 4. November 1925 in Berlin; † 21. Februar 2016 in London) war ein deutsch-britischer Arzt und klinischer Pharmakologe. Er war Gründer und von 1963 bis 1992 Herausgeber des unabhängigen Drugs and Therapeutics Bulletin.

## Leben
Die Eltern von Andrew Herxheimer waren der deutsche Internist Herbert Herxheimer und Ilse M. Herxheimer, geborene König. 1938 floh die Familie nach London, als Andrew 12 Jahre alt war. Er besuchte die Highgate School im Norden Londons und anschließend die medizinische Fakultät des St. Thomas’ Hospital, wo er 1949 seinen Abschluss machte. Nach seinem Wehrdienst und mehreren Assistenzarztstellen kam er schließlich an die Charing Cross Medical School in London und blieb dort bis zu seiner Pensionierung im Jahr 1992.
1961 heiratete Herxheimer die Textildesignerin Susan Jane Collier, Mitgründerin des Textildesign-Unternehmens Collier Campbell. Die Ehe, aus der zwei Töchter hervorgingen, wurde 1974 geschieden. 1983 heiratete er erneut, die aus Deutschland stammende Psychiaterin und Psychoanalystin Christine Bernecker.

## Leistungen
Herxheimers besonderes Interesse galt der Schadwirkung von Arzneimitteln, die nach seiner Überzeugung aufgrund der Finanzierung der meisten klinischen Studien durch die pharmazeutische Industrie zu wenig untersucht und kommuniziert werde. 1962 gründete er das Drug and Therapeutics Bulletin, das weltweit erste anzeigenfreie, unabhängige Arzneimittel-Informationsblatt, dessen Herausgeber er auch viele Jahre war. Die Idee war ihm bei einem Forschungsaufenthalt in den USA gekommen, wo die Consumers Union, eine Verbraucherschutzorganisation, bereits seit 1959 ein Periodikum namens The Medical Letter on Drug and Therapeutics herausgab. Das Drug and Therapeutics Bulletin richtete sich an Ärzte und Pharmazeuten und war der evidenzbasierten Medizin verpflichtet – zu einem Zeitpunkt, als dieser Begriff noch gar nicht etabliert war. Es erschien alle 14 Tage und wurde von der britischen Consumers‘ Association herausgegeben.
Die Artikelentwürfe kursierten zunächst in Fachkreisen, um eine enge Anbindung an die Versorgungspraxis zu gewährleisten und in Fragen, zu denen es keine eindeutige Evidenz gab, einen Konsens zu erzielen. Die fertigen Artikel waren nicht namentlich gekennzeichnet – zum einen wegen ihres kollaborativen Charakters, zum anderen, um die Verfasser vor Nachteilen wie dem Verlust von Fördermitteln aus der Industrie zu schützen.
Nach dem Vorbild des Drug and Therapeutics Bulletin gründete der Vater von Andrew, Herbert Herxheimer, gemeinsam mit weiteren klinisch tätigen Ärzten 1967 in Deutschland den Arzneimittelbrief, dessen Autoren ebenfalls keine geschäftlichen Interessen verfolgten und stets auch die unerwünschten Wirkungen von Arzneimitteln im Blick hielten. Um ähnliche Projekte weltweit zu unterstützen, gründete Andrew Herxheimer die internationale Gesellschaft der unabhängigen Arzneimittelzeitschriften (International Society of Drug Bulletins, ISDB).
Ab 1992 war Herxheimer für das englische Cochrane-Zentrum tätig; im Gründungsjahr 1993 wurde er Mitglied der Cochrane Collaboration. Von 2007 bis zu seinem Tod leitete er die Adverse Effects Methods Group, eine Cochrane-Arbeitsgruppe, die sich mit Methoden zur Ermittlung von Schäden durch medizinische Interventionen befasst.
Aufgrund eigener Erfahrungen als Patienten initiierten Herxheimer und die Ärztin Ann McPherson (1945–2011) 1999 an der Universität Oxford das gemeinnützige Projekt Database of Individual Patient Experience of Illness (DIPEx), das seit 2001 die Website Healthtalk.org betreibt. Auf ihr schildern Patienten, wie sie ihre Krankheit und die Behandlung erlebt haben. Nach Herxheimers Überzeugung sind kohärente Geschichten zum Verständnis von Erkrankungen unentbehrlich: „Numbers need words.“ Die Methoden zur Erhebung solcher Patientengeschichten wurden von der Health Experiences Research Group an der Universität Oxford entwickelt und werden mittlerweile in 14 weiteren Ländern in ähnlichen Projekten angewandt.
2010 wurde er zum Ehrenmitglied der International Society of Pharmacovigilance, 2015 zum Ehrenmitglied der British Pharmacological Society ernannt. Bis unmittelbar vor seinem Tod im Alter von 90 Jahren nahm er durch Veröffentlichungen, Vorträge, Konferenzbesuche und die Mitarbeit in Arbeitsgruppen und Gremien Anteil an der Entwicklung der Pharmakologie, der evidenzbasierten Medizin und der Patientenbewegung.

## Werke (Auswahl, Koautor)
- Richard Blum, Andrew Herxheimer, Catherine Stenzl, Jasper Woodcock (eds.), Pharmaceuticals and Health Policy International Perspectives on Provision and Control of Medicines (1981), Routledge 2022. ISBN 9781032252124.[12]

- Nausea and vomiting: overview, challenges, practical treatments and new perspectives. Whurr, London und Philadelphia 2000, ISBN 1-86156-079-6.
- Evidence-based dermatology. Blackwell Pub., Malden, Mass. und Oxford 2008. Neuausgabe: Wiley-Blackwell 2014, ISBN 978-1-118-35767-5